# جبل باروانغسان (كوريا الجنوبية)
باروانغسان (بالكورية: 발왕산) هو جبل يقع في مقاطعة بيونغتشانغ، بإقليم غانغوون في كوريا الجنوبية. يبلغ ارتفاعه حوالي 1,458.1 مترًا (ما يعادل 4,784 قدمًا).